# Pessebre Vivent de Castell d'Aro
El Pessebre Vivent de Castell d'Aro, és una manifestació molt arrelada al Baix Empordà i representativa d’aquesta tradició nadalenca. És el més antic de Catalunya i representa el naixement de Jesús de Natzaret a partir de diversos quadres amb personatges reals. L'escenari aprofita entorn local, d'interès arquitectònic, amb un recorregut d'aproximadament dos quilòmetres.
El pessebre vivent ha estat guardonat amb la Creu de Sant Jordi, com a reconeixement del seu arrelament i tradició.

## Història
El pessebre vivent s'escenifica des de l'any 1959 a Castell d'Aro i és el més antic de Catalunya. Segons les seves memòries, mossèn Gumersind es va inspirar en el Pessebre Vivent d'Engordany (Andorra) creat per Esteve Albert i Corp. Va iniciar-se s'escenificant un petit naixement a les ruïnes del Castell de Benedormiens, al costat de l’Església de Santa Maria de Castell d'Aro.
Al llarg de vuit anys Mossèn Gumersind va dirigir el pessebre vivent. Posteriorment mossèn Agustí Vila va ser el responsable del projecte més de 30 anys. L’any 2004 es va crear l'Associació del Pessebre Vivent de Castell d'Aro i es va iniciar una nova etapa de la seva història.
El pessebre vivent de Castell d'Aro va celebrar el Nadal del 2015 la seva 57a edició, en la qual recuperà, dins del seu recorregut, el primer traçat de la seva història.

## Evolució
L'èxit del pessebre vivent es basa en la col·laboració dels voluntaris i en el seu creixement en nombre de visitants. Al llarg dels anys se n'ha ampliat el recorregut, que actualment transcorre al llarg d'uns dos quilòmetres, entre el nucli antic del poble i el Torrent de la Coma.

## Quadres del pessebre vivent
Els quadres del pessebre compten amb la participació de més de 300 figurants, i comencen representant escenes de l'Antic Testament seguides d'altres més habituals. Destaquen la representació d'oficis artesanals i d'altres relacionades amb el camp i el món rural.

## Premis i reconeixements
El dia 23 d’abril del 2011, Castell d’Aro va rebre la Creu de Sant Jordi per part de la Generalitat de Catalunya.